# Dendrothele alba
Dendrothele alba är en svampart som beskrevs av Viégas 1940. Dendrothele alba ingår i släktet Dendrothele och familjen Corticiaceae.   Inga underarter finns listade i Catalogue of Life.